# Hans Albrecht (Politiker, 1909)
Hans Albrecht (* 2. Oktober 1909 in Romanshorn; † 19. Oktober 1995 in St. Gallen, katholisch, heimatberechtigt in Mels und seit 1970 in St. Gallen) war ein Schweizer Politiker (FDP).

## Biografie
Hans Albrecht wurde am 2. Oktober 1909 als Sohn des Adjunkten der SBB August Albrecht in Romanshorn geboren. Nach dem Besuch der Kantonsschule absolvierte er eine Bankausbildung. Im Anschluss spielte Albrecht als Geschäftsführer von 1934 bis 1962, als Direktionspräsident von 1962 bis 1968 sowie als Präsident von 1968 bis 1981 eine führende Rolle beim Auf- und Ausbau der Ostschweizerischen Bürgschafts- und Treuhandgenossenschaft (OBTG) zu einer der grössten Treuhandgesellschaften der Schweiz.
Daneben agierte Hans Albrecht von 1954 bis 1976 als Präsident der St.Galler Kantonalbank sowie von 1963 bis 1979 als Vorstandsmitglied des Schweizerischen Gewerbeverbandes, zu dessen Ehrenmitglied er 1962 ernannt wurde. Zudem war Albrecht in den Jahren 1955 bis 1982 Mitglied der Schweizerischen Gewerbekammer.
Hans Albrecht, der mit der Tochter eines Schreinermeisters verheiratet war, verstarb am 19. Oktober 1995 im Alter von 86 Jahren in St. Gallen. Er war der jüngere Bruder des CVP-Politikers August Albrecht.

## Politische Laufbahn
Hans Albrecht, FDP-Mitglied, präsidierte die Kantonalpartei von 1944 bis 1952 und war Mitglied der nationalen Parteileitung. Von 1945 bis 1972 war Albrecht im St. Galler Grossrat vertreten. Darüber hinaus sass er von 1948 bis 1954 im Nationalrat. Albrecht hatte nach dem Zweiten Weltkrieg massgeblichen Anteil am Neubau des Bäderzentrums in Bad Ragaz und der Bäderklinik Valens.